# Aquifoliales
Aquifoliales, red biljaka dvosupnica koji se sastoji od pet porodica i 750 vrsta. Ime dobiva po najvažnijoj porodici božikovinovke (Aquifoliaceae) kojoj pripada 1 rod s 619 priznatih vrsta. Ostale četiri porodice su: Cardiopteridaceae s 5 rodova i 42 vrste; Helwingiaceae, jedan rod s 4 vrste; Phyllonomaceae, jedan rod s 4 vrste i Stemonuraceae s 12 rodova i 81 priznatom vrstom.

## Opis
Aquifoliales, red cvjetnica koji sadrži više od 536 vrsta u pet porodica, uglavnom Aquifoliaceae. Aquifoliales pripada osnovnom asteridnom kladu (organizmi s jednim zajedničkim pretkom), ili simpetalnoj lozi cvjetnica, u skupini euasterida II botaničkog klasifikacijskog sustava Angiosperm Phylogeny Group III (APG III).

## Porodice i rodovi
1. Familia Cardiopteridaceae Blume (42 spp.)
  1. Citronella D. Don (21 spp.)
  2. Gonocaryum Miq. (11 spp.)
  3. Pseudobotrys Moeser (2 spp.)
  4. Cardiopteris Wall. ex Blume (2 spp.)
  5. Leptaulus Benth. (6 spp.)
2. Familia Stemonuraceae Kårehed (81 spp.)
  1. Lasianthera P. Beauv. (1 sp.)
  2. Irvingbaileya R. A. Howard (1 sp.)
  3. Gomphandra Wall. (45 spp.)
  4. Medusanthera Seem. (9 spp.)
  5. Discophora Miers (2 spp.)
  6. Hartleya Sleumer (1 sp.)
  7. Codiocarpus R. A. Howard (2 spp.)
  8. Grisollea Baill. (3 spp.)
  9. Gastrolepis Tiegh. (2 spp.)
  10. Whitmorea Sleumer (1 sp.)
  11. Cantleya Ridl. (1 sp.)
  12. Stemonurus Blume (13 spp.)
3. Familia Aquifoliaceae Bercht. & J. Presl (619 spp.)
  1. Ilex L. L. (619 spp.)
4. Familia Phyllonomaceae Small (4 spp.)
  1. Phyllonoma Willd. ex Schult. (4 spp.)
5. Familia Helwingiaceae Decne. (4 spp.)
  1. Helwingia Willd. (4 spp.)